# Андрија Томановић
Андрија Томановић (Дубровник, 7. децембар 1936 — Приштина, киднапован 24. јуна 1999) био је лекар - хирург, начелник Хируршке клинике у Приштини и редовни професор Медицинског факултета у Приштини.

## Биографија
Андрија Томановић рођен је 7. децембра 1936. године у Дубровнику, школовао се у Скопљу где је завршио основну школу и гимназију и 1962. године дипломирао на Медицинском факултету. Након катастрофалног земљотреса,  који је 26. јула 1963. године погодио овај град, одлази у Приштину на специјализацију хирургије где се запошљава у Општој болници.
Специјалистички испит из опште хирургије положио је 26. маја 1969. године на Медицинском факултету у Београду. У Приштини остаје пуних 36 година све до свог трагичног нестанка, односно киднаповања од стране албанских терориста 24. јуна 1999. године. Магистарску тезу под насловом "Критички осврт на терапију акутних панкреатитиса" одбранио је на Медицинском факултету у Београду 1977. године, док је докторску дисертацију "Место терапије деструктивних панкреатитиса у комплексном лечењу акутних панкреатитиса" одбранио 1978. године на истом факултету. У звање асистента на Медицинском факултету у Приштини изабран је 1972. године, у звање доцента 1980. године, ванредног професора 1985. и редовног професора за предмет хирургија 1990. године. Био је продекан Медицинског факултета за здравство и специјализације у два мандата (1981–1983) и (1989–1991). У једном мандату био је потпреседник Црвеног крста Србије (1991–1995). Аутор је и коаутор преко педесет научних и стручних радова, а био је интензивно ангажован на едукацији младих кадрова и њиховом усавршавању на Хируршкој клиници.
Професор др Андрија Томановић био је и управник Хируршке клинике Клиничко-болничког центра у Приштини од 1. фебруара 1993. године до трагичног киднаповања 24. јуна 1999. године од када се о њему више ништа не зна. За време живота и рада на Косову и Метохији био је изузетно уважаван као човек и стручњак од грађана свих националности, којима је несебично излазио у сусрет. И мада је након Кумановског споразума 1999. године добијао анонимне претње, доктор Томановић је редовно одлазио на посао на Хируршку клинику у Приштини. Након киднаповања, које се догодило упркос гаранцијама међународних снага да је неопходно да настави рад на клиници и наочиглед снага КФОР-а испред главне капије у кругу болнице, његова супруга Верица Томановић предузела је све могуће кораке не би ли се ишта сазнало о судбини доктора Томановића. До данас је са свих адреса којима се обратила остао само мук.